# Mantra (együttes)
A Mantra együttest 1999 nyarán alapította a Krisna-tudatú Vijaya Gauranga das és Jaya Hari das és még ebben az évben rögzítésre is került a bemutatkozó anyag, "Ébredj fel!" címmel Horváth Charlie házának pincéjében. A zenekar 2000-ben a Replikával járhatta az országot, ekkor jelent meg az első koncertalbum. 2001-ben a Tankcsapda turné előzenekara voltak. A második nagylemezhez készült egy klip-is az „Ugyanúgy, mint régen” számhoz, melyben Kowalsky vendégeskedett. Turnéztak a Black-Out társaságában, szinte az összes hazai fesztiválon teltházas koncertjeik voltak. A harmadik album a zenekar saját stúdiójában, Csató Péter (Replika) és Kowalsky közreműködésével készült. 2004-ben Jaya Hari das távozott a zenekarból, valamint csatlakozott Kowalsky és Nagy Richárd. Rögzítették „108” című lemezüket, melyről a Hegyalja Fesztiválon került felvételre az „Igazi otthon” klipje. 2005-ben távozott Nagy Richárd és sikerült visszahívni Jaya Harit. A 2006-os év végén a Tankcsapda turné vendége volt az ismét 3 főre fogyatkozott Mantra, mely során egy újabb koncert albumot rögzített a zenekar. 2008-ban rögzítették az „Akarom látni” című albumot, mellyel játszottak a Pro-Pain és a Biohazard előtt. 2009-ben Jaya Hari ismét távozott, a megmaradt tagok pedig megalapították az OM-ot, mellyel kiadtak egy nagylemezt „Érted” címmel.

## Tagok
Legutolsó felállás
- Vijaya Gauranga das – gitár
- Jaya Hari das - ének, basszusgitár
- Raja Hamsa das - dob

Korábbi tagok
- Kowalsky - ének
- Csató Péter - ének
- Nagy Richárd - basszusgitár
- Horváth Ákos (Acyuta das) - gitár
- Gopikrisna das - dob
- Csiki László - dob
- Mozsik Imre - dob
- Fellegi Ádám - dob

## Diszkográfia
Nagylemezek
- Ébredj fel (EP, 1999)
- Embert játszani (2000)
- Életről életre (2001)
- OM (2002)
- Tetteim súlya (2003)
- 108 (2004)
- Minden a Tiéd (2005)
- Akarom látni (2008)

Koncertfelvételek
- Élő embert játszani (2000)
- Minden a Tiétek (2007)